# Bruckmanns Lexikon der Münchner Kunst

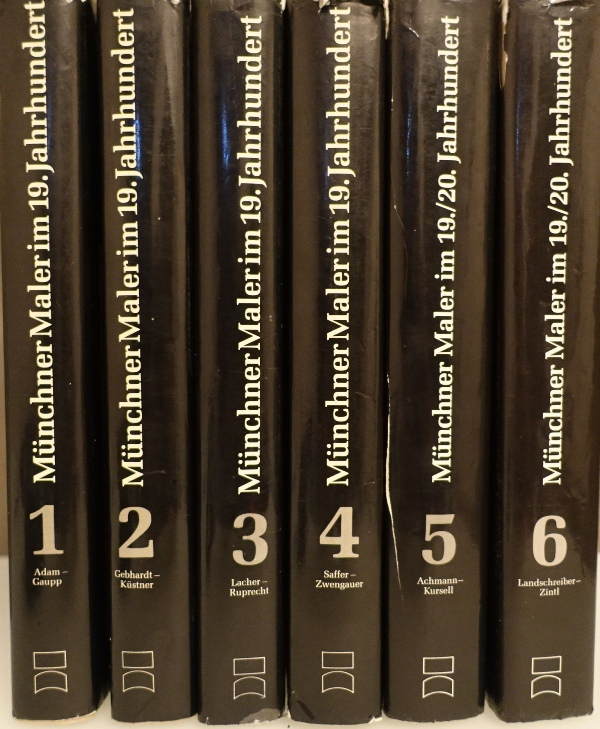
Bruckmanns Lexikon der Münchner Kunst in sechs Bänden

Bruckmanns Lexikon der Münchner Kunst ist ein sechsbändiges Werk aus dem Münchner Bruckmann Verlag, das über Münchner Maler des 19. und 20. Jahrhunderts informiert.

## Entstehung
Die sechs Bände sind über einen Zeitraum von 13 Jahren hinweg sukzessive erschienen. In den Jahren 1981 bis 1983 sind zunächst die Bände 1 mit 4 als zusammenhängendes Lexikon veröffentlicht worden. Sie listen in alphabetischer Reihenfolge die Münchner Maler des 19. Jahrhunderts auf. Ergänzend dazu sind in den Jahren 1993 und 1994 die Bände 5 und 6 erschienen, die sich den Münchner Malern zu Beginn des 20. Jahrhunderts widmen. Das Lexikon entstand als Gemeinschaftswerk eines 20-köpfigen Autorenteams unter der Hauptautorschaft des Münchner Kunsthistorikers Horst Ludwig.

## Ausstattung
Das sechsbände Lexikon präsentiert auf 2724 Seiten mehr als 1800 Münchner Maler des 19. und des beginnenden 20. Jahrhunderts und ist somit das umfangreichste Nachschlagewerk seiner Art. Die Künstler werden mit Lebenslauf, stilistischer Einordnung sowie Signatur vorgestellt. Mehr als 3500, teils farbige Abbildungen, zeigen exemplarisch charakteristische Gemälde der Künstler. Eine Werkauswahl aus öffentlichen und benennbaren Privatsammlungen sowie Literaturangaben zur weiteren Vertiefung runden die Einzelbeiträge ab. Die Originalausgabe besitzt eine Leinenbindung sowie farbig illustrierte Schutzumschläge.

## Bände
- Band 1: Münchner Maler des 19. Jahrhunderts. Adam, Albrecht – Gaupp, Gustav 1981
- Band 2: Münchner Maler des 19. Jahrhunderts. Gebhard, Ignatz – Küstner, Karl 1982
- Band 3: Münchner Maler des 19. Jahrhunderts. Lacher, Georg – Ruprecht, Otto 1982
- Band 4: Münchner Maler des 19. Jahrhunderts. Saffer, Hans – Zwengauer, Anton 1983
- Band 5: Münchner Maler des 19./20. Jahrhunderts. Achmann, Josef – Kursell, Otto  1993
- Band 6: Münchner Maler des 19./20. Jahrhunderts. Landschreiber, Max – Zintl, August 1994